# 格治·古兰
格治‧古蘭（Genco Gulan，1969年—），是土耳其當代藝術家、理論家，現在土耳其伊斯坦堡的生活和工作。
他的概念藝術通過繪畫、雕塑、新媒體、表演藝術以及裝置藝術，探索社會和文化之間的關係。
格治‧古蘭在博阿齊奇大學 (Bogazici University) 主修政治科學與藝術，然後在紐約新學院 (The New School, 纽约) 取得碩士學位。
他的藝術作品已分別在伊斯坦堡佩拉博物館 (Istanbul Pera Museum)，里約熱內盧現代藝術博物館 (Museu de Arte Moderna do Rio de Janeiro)，德國卡爾斯魯厄媒體藝術中心 (ZKM, Karlsruhe,Germany)，米蘭三年中心 (La Triennale di Milano)，德黑蘭雙年展 (Biennial of Tehran) 和龐畢度國家藝術和文化中心（Centre  Georges-Pompidou）展出。
格治‧古蘭有很多個人展覽，曾在柏林畫廊藝術家 (Gallery Artist, Berlin) ，安卡拉繪畫雕塑博物館 (Painting and Sculpture Museum, Ankara)以及首爾 Artda 畫廊 (Artda Gallery, Korea)展出。
他分別從英國石油公司及國際獅子會榮獲多個獎項，最近更於2011年帝力基金傑出歐洲藝術獎 (the Sovereign Foundation European Art Prize) 被提名及進入決賽。
格治‧古蘭現任教於米馬爾·希南學院 (Mimar Sinan Academy) 和博阿齊奇大學 (Bogazici University)。